# Ассо
Ассо (італ. Asso) — муніципалітет в Італії, у регіоні Ломбардія, провінція Комо.
Ассо розташоване на відстані близько 520 км на північний захід від Рима, 50 км на північ від Мілана, 16 км на схід від Комо.
Населення — 3661 особа (2014).
Щорічний фестиваль відбувається 9 лютого. Покровитель — Santa Apollonia.

## Демографія
Населення за роками:

Станом на 1 січня 2023 року в муніципалітеті офіційно проживали 273 іноземці з 36 країн, серед них 55 громадян країн Євросоюзу та 22 громадяни України.

## Сусідні муніципалітети
- Кальйо
- Канцо
- Казліно-д'Ерба
- Лазніго
- Реццаго
- Сормано
- Вальброна